# Michele Malaspina
Michele Malaspina (* 16. August 1908 in Bolzaneto; † 13. Januar 1979 in Rom) war ein italienischer Schauspieler.

## Leben
Malaspina, Sohn von Einzelhändlern, interessierte sich früh für die Schauspielerei und spielte in Laiengruppen. Alfredo Sainato gab ihm den ersten Vertrag für sein Ensemble. Bereits mit 18 Jahren hatte er in einigen bekannten und bedeutenden Theatertruppen gespielt; er trat auf der Bühne mit Dina Galli, Emma Gramatica, Ruggero Ruggeri, Ermete Zacconi, Camillo Pilotto, Annibale Betrone und Giulio Donadio auf. Malaspinas tiefe Stimme, deutliche Aussprache und sanfte Art des Redens ließen ihn viele Jahre bei der „Ente Italiano per le Audizioni Radiofoniche“ (EIAR) in Komödien sprechen und später auch Synchronaufgaben übernehmen. Im Kino war er seit 1936 vierzig Jahre lang als Nebendarsteller gefragt und personifizierte distinguierte Figuren wie Ärzte, Rechtsanwälte, Industrielle und Notare.
Daneben sah man Malaspina in einer stattlichen Anzahl von Fernsehproduktionen, in Komödien und ernsten Stoffen, in Adaptionen und Originalarbeiten. Bemerkenswert sind Daniele D’Anzas Arbeiten wie die Episode Ferma posta (1957) aus der Reihe Capitano tutte a me, Donne in ermellino, Notte sull'Atlantico und Le avventure di Nicola Nickleby, die alle 1958 entstanden. Auch später drehte er häufig mit D’Anza (Vita col padre e con la madre, 1959; Paura per Janet, 1963) und auch mit Anton Giulio Majano, für den er in Ottocento, 1959, und der RAI-Großproduktion La cittadella aus dem Jahr 1964 spielte. Daneben wurde er in einigen Episoden der Krimiserie Tenente Sheridan besetzt. Bis Ende der 1960er Jahre lag der Arbeitsschwerpunkt Malaspinas auf solchen Rollen sowie der Adaption etlicher Theaterstücke für den Bildschirm. In den 1970er Jahren drosselte er sein Arbeitspensum, blieb jedoch bis kurz vor seinem Tod aktiv.

## Filmografie (Auswahl)
- 1936: Cavalleria
- 1949: Himmel über den Sümpfen (Cielo sulla palude)
- 1952: Zorro, der Held (Il sogno di Zorro)
- 1959: Der Sohn des roten Korsaren (La scimitarra del Saraceno)
- 1960: Rasputin, der Dämon von Petersburg (L'ultimo zar)
- 1962: Ursus im Tal der Löwen (Ursus nella valle dei leoni)
- 1965: Herr Major, zwei Flaschen melden sich zur Stelle (I due sergenti del generale Custer)
- 1968: Drei tolle Kerle (3 supermen a Tokio)
- 1977: Castigo (Fernseh-Miniserie)